# Конституционный референдум в Йемене (1991)
Конституционный референдум в Йемене прошёл 15 и 16 мая 1991 года. Явка на референдуме составила 72,2 %. 98,5 % из явившихся на избирательные участки поддержали новую конституцию страны.

## Результаты
| Выбор                               | Голосов   | %    |
| ----------------------------------- | --------- | ---- |
| За                                  | 1,341,247 | 98.5 |
| Против                              | 20,409    | 1.5  |
| Недействительные голоса             | 3,132     |      |
| Всего                               | 1,364,788 | 100  |
| Зарегистрированных избирателей/явка | 1,890,646 | 72.2 |
| Источник: Nohlen и соавт.           |           |      |